# Parafia Najświętszej Maryi Panny w Szyłanach
Parafia Najświętszej Maryi Panny w Szyłanach (lt. Švč. M.Marijos parapija) – parafia rzymskokatolicka administracyjnie należąca do dekanatu kalwaryjskiego archidiecezji wileńskiej.